# 군위 하곡리 석조여래입상
군위 하곡리 석조여래입상(軍威 下谷里 石造如來立像)은 대한민국 대구광역시 군위군 군위읍에 있는 불상이다. 1979년 1월 25일 경상북도의 유형문화재 제103호로 지정되었다.
경상북도 군위군 군위읍에 있는 불상으로 몸 뒤의 광배(光背)와 불상을 받치는 대좌(臺座)를 잃은 상태이다.
머리에는 작은 소라 모양의 머리칼을 붙여 놓았으며, 그 위에 큼직한 상투 모양의 머리묶음이 표현되어 있다. 얼굴은 둥글고 원만하며 이목구비가 잘 조화를 이루고 있다. 가슴에는 비스듬히 속옷이 보이고, 양 어깨를 감싸고 있는 옷자락은 두 다리에서 양쪽으로 갈라져 여러 겹의 타원형을 이루고 있다. 이러한 옷주름의 표현은 8, 9세기에 유행한 통일신라 불상의 양식이다. 오른손은 어깨 높이로 들어 손바닥을 보이며 손끝은 위를 향하고 있고, 왼손은 마찬가지로 손바닥을 보이면서 손끝은 땅을 향하고 있다.
비록 광배와 대좌를 잃고 부분적으로 손상을 입기는 했지만 균형 잡힌 신체와 얼굴, 머리 및 옷주름 등 각 세부표현에서 통일신라시대의 불상 양식을 잘 보여주고 있다.

## 갤러리

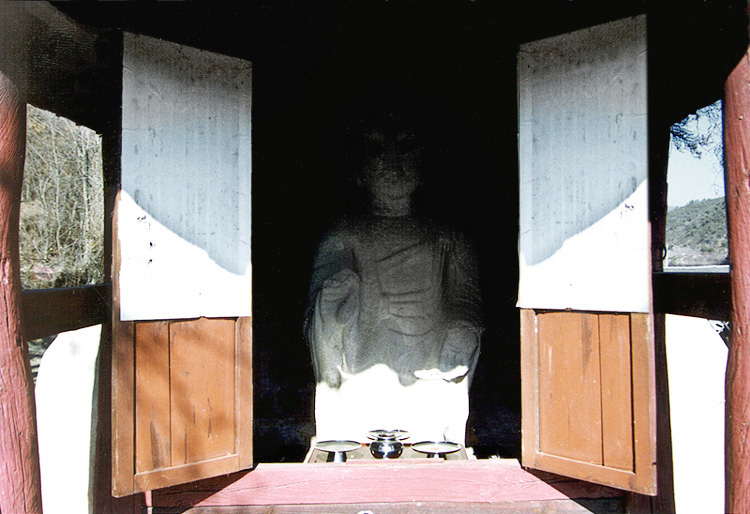